# Бресана Ботароне
Бресана Ботароне (итал. Bressana Bottarone) је насеље у Италији у округу Павија, региону Ломбардија.
Према процени из 2011. у насељу је живело 2716 становника. Насеље се налази на надморској висини од 69 м.

## Становништво
| 1931. | 1936. | 1951. | 1961. | 1971. | 1981. | 1991. | 2001. | 2011. |
| ----- | ----- | ----- | ----- | ----- | ----- | ----- | ----- | ----- |
| 2.896 | 2.863 | 3.030 | 3.238 | 3.298 | 3.205 | 3.155 | 3.143 | 3.535 |